# Marian Ivan
Marian Ivan (Bucarest, 1º giugno 1969) è un ex calciatore rumeno, di ruolo attaccante.

## Carriera

### Nazionale
Ha fatto parte della spedizione rumena al campionato mondiale di calcio 1994, e con la Romania ha collezionato 3 presenze.